# Höga porten

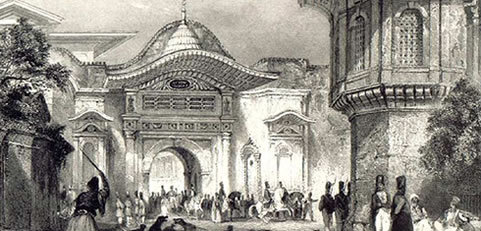
Den tidigare höga porten under osmanska eran.

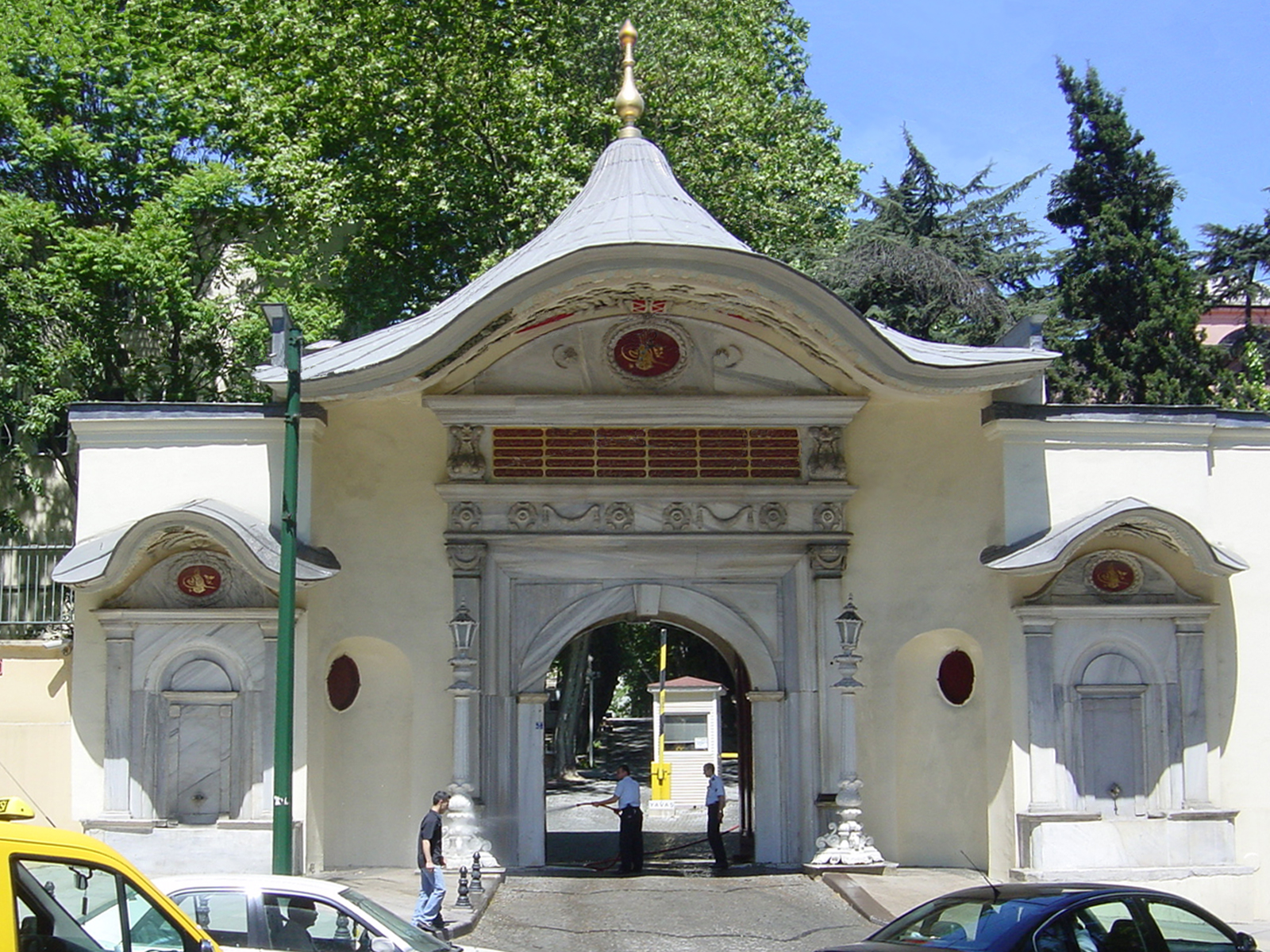
Höga porten.

Höga porten, ibland endast Porten (på osmansk turkiska Bâb-ı Hümâyûn), kallades den tidigare port till Topkapipalatset i Istanbul som från 1654 ledde till storvesirens ämbetsbyggnader och palats. Från 1718 användes i europeiska diplomatiska kretsar benämningen Höga porten i överförd bemärkelse även som metonym på osmanska riket eller dess regering.

## Historik
Namnet har sitt ursprung i den gamla orientaliska seden, som även togs upp av bysantiska riket, att fursten meddelade sina domar och påbud sittande i porten till sitt palats. Sultan Orkhan (regerade 1326 till 1359) skall ha varit den förste som efter bysantinskt mönster kallade sitt palats i Bursa för Höga porten.
Den äldre porten ersattes på 1840-talet av en i rokoko, som idag tjänar som entré till Istanbuls provinsregerings och guvernörs ämbetskontor.